# Mansión Fraser
La Mansión Fraser es un edificio en 1701 20th Street NW, en la esquina de Connecticut Avenue, 20th Street y R Street en el vecindario Dupont Circle de Washington D. C. Desde su construcción en 1890, la mansión ha servido como residencia privada, un restaurante, una pensión, el hogar de la Iglesia de la Cienciología, y, actualmente, la ubicación de la oficina de Asuntos Nacionales de Cienciología.
Fue incluida en el Registro Nacional de Lugares Históricos en 1975.

## Diseño, construcción y primeros usos
La mansión fue diseñada por el estudio de arquitectura Hornblower and Marshall en un estilo ecléctico de Beaux Arts para servir como hogar del comerciante neoyorquino George S. Fraser. El edificio tiene tres pisos de altura con dos niveles de sótano y un ático. Está construido de ladrillo rojo y granito rosa con un porche de entrada con columnas y cubierta con balaustrada y un techo de tejado a cuatro aguas. El interior se planeó alrededor de una escalera central abierta, con grandes pasillos centrales en cada piso. Fue construido en 1890 a un costo de 75 000 dólares, más de diez veces el costo de una casa típica de Washington en ese momento.

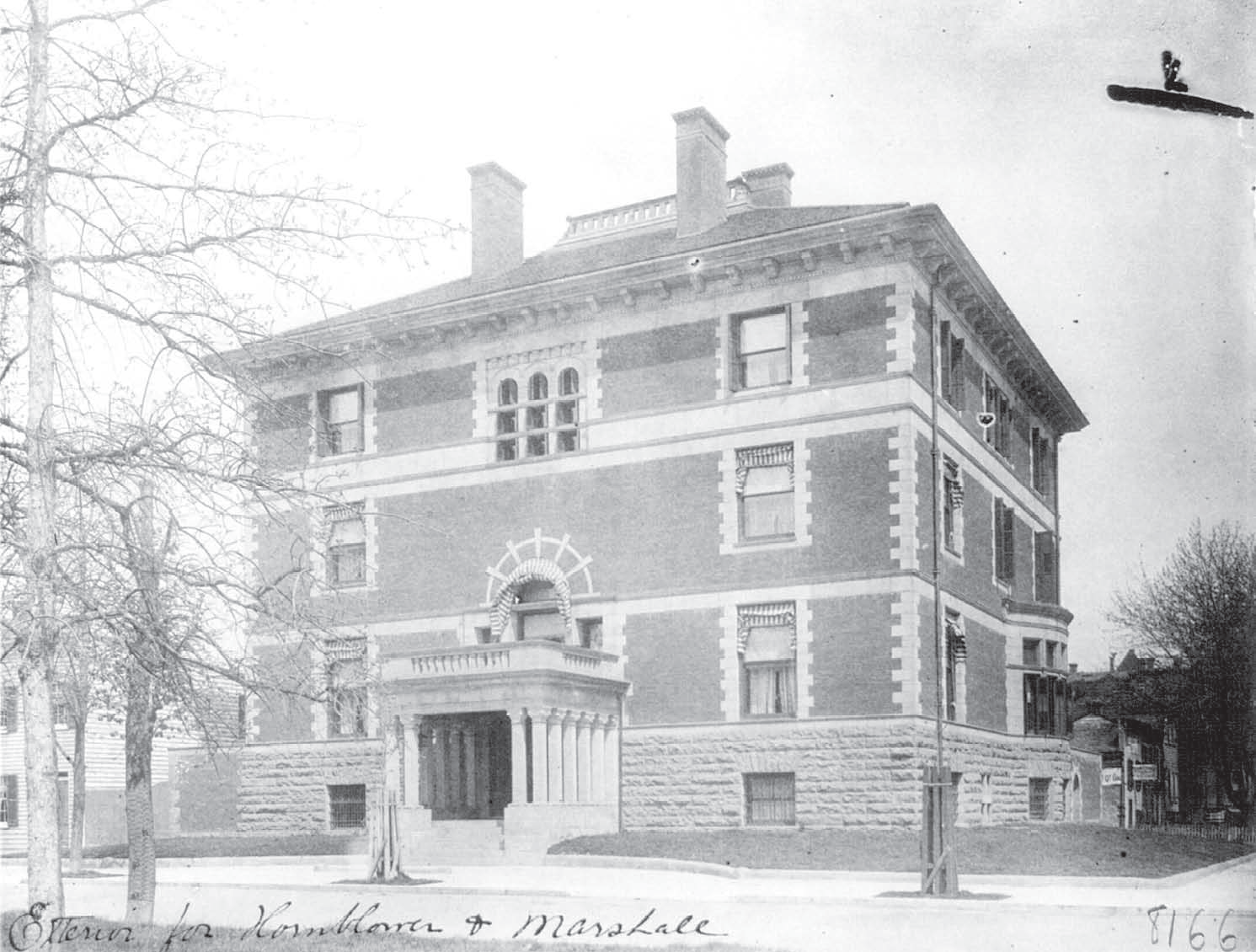
La Mansión Fraser antes de las alteraciones de 1901

El edificio sirvió como residencia de Fraser hasta su muerte en 1896. En 1901, la viuda de Fraser vendió la mansión al congresista de Pensilvania Joseph Earlston Thropp, donde se instaló a partir del 3 de marzo de 1901. Los Thropps hicieron alteraciones exteriores, agrandando las buhardillas y añadiendo una ventana orientable en 1901. En 1905, los arquitectos Totten y Rogers diseñaron una terraza con una entrada a la casa cerca de la ventana del mirador, y también rediseñaron el muro del jardín.
La mansión permaneció en propiedad de Thropp y su esposa, Miriam Scott-Thropp, hasta la muerte de Scott-Thropp en 1930.

## Restaurante
En 1932, el piso inferior de la mansión comenzó a funcionar como Parrot Tea Room, una casa de té, con una pensión ubicada en los niveles superiores. En 1950, tras el arrendamiento a John Goldstein, la instalación se convirtió en un restaurante y se le cambió el nombre a Golden Parrot. La mansión se vendió en 1974 y el restaurante pasó a llamarse Golden Booeymonger. Más tarde, la mansión se convirtió en el hogar de los clubes nocturnos de Larry Brown y Sagittarius.
La mansión se vendió nuevamente en 1981 a Walter Sommer por 2 millones de dólares. En 1982, luego de una restauración / renovación de 3 millones de dólares, se abrieron el restaurante de alta cocina Fourways en el primer piso y el Bermuda Bar and Grill debajo. The Fourways sirvió platos de Europa continental y estadounidense bajo el liderazgo del chef Jacques Barre.

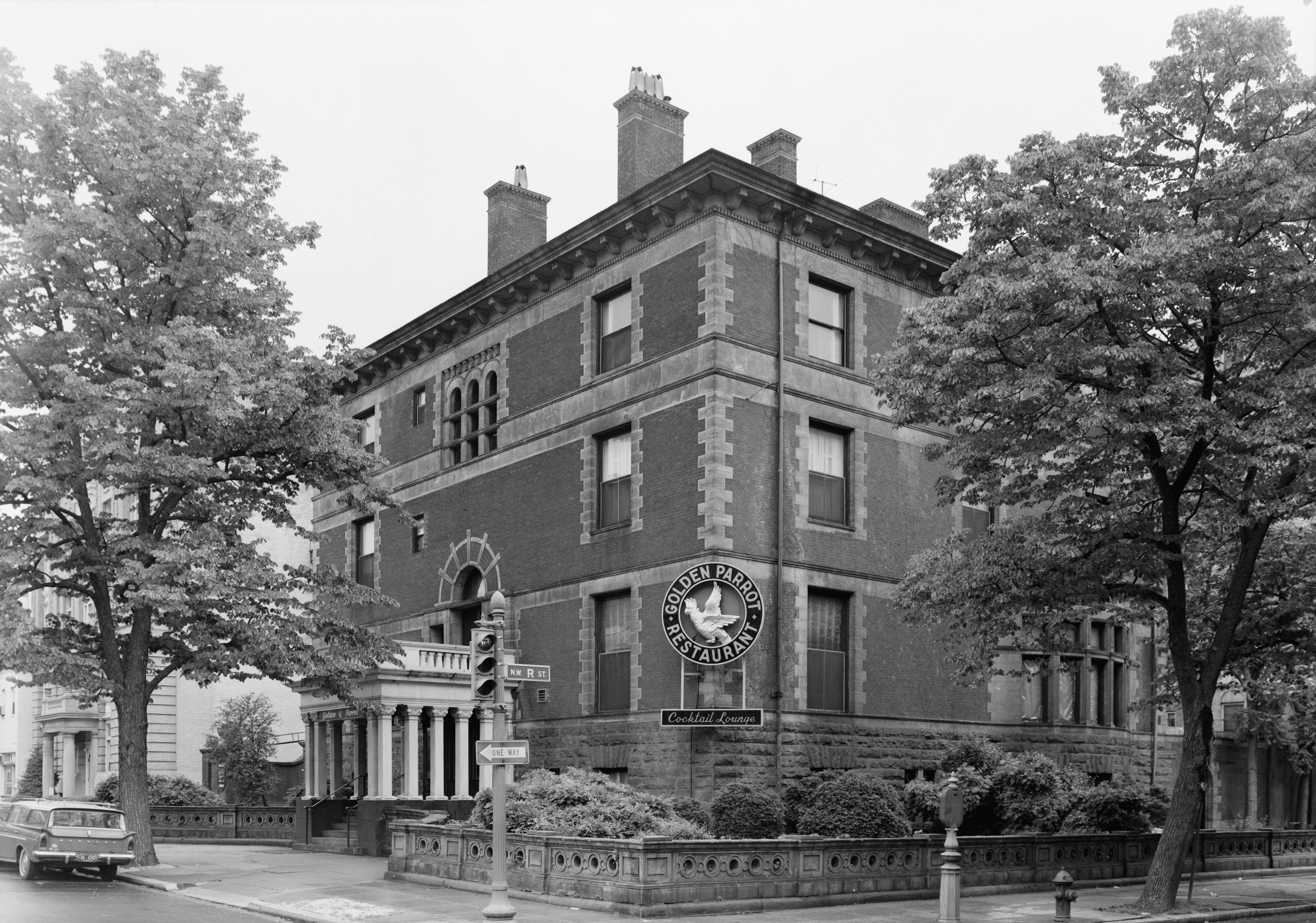
La Mansión Fraser como el restaurante Golden Parrot

En 1988, Sommer abrió el bar-cafetería Bermuda Bar and Grill junto al Fourways. Según Nation's Restaurant News, el restaurante tenía capacidad para 40 personas adentro y 60 afuera, y se inspiró en el Fourways Restaurant and Inn of Bermuda. Entre otras cosas, el restaurante presentaba una barra de ensaladas de todo lo que pueda comer, un brunch dominical ilimitado y "bebida tradicional de las Bermudas, Dark & Stormy, hecha con ron Bermuda's Goslings Black Seal y cerveza de jengibre". Otra tradición de las Bermudas, la sopa de pescado Bermuda con salsa de pimientos de Jerez de Outerbridge siempre estuvo en el menú.

## Edificio de apartamentos propuesto
En 1987, Sommer propuso construir un edificio de apartamentos de siete pisos y 29 unidades en su estacionamiento detrás de la mansión. En ese momento, la propiedad estaba dividida en zonas residenciales, con variaciones que permitían un restaurante en la propiedad. El entonces propietario Walter Sommer afirmó que las variaciones lo restringieron injustamente, lo que le obligó a acudir a la junta de zonificación varias veces para realizar cambios en su negocio, en un proceso que consideró costoso y que consumía mucho tiempo. Además, Sommer afirmó que sin la zonificación comercial, no pudo obtener un " préstamo comercial realista" para financiar los costos de mantenimiento. Entre 1982 y 1987, la Junta de Apelaciones de Zonificación de DC otorgó variaciones a Sommer para expandir el uso comercial del edificio sobre el primer piso permitiendo un club de negocios privado en el segundo piso. El club nunca abrió. El tercer piso era un apartamento para el Gerente General.
Si bien el diseño propuesto para el edificio fue aprobado por la Oficina de Planificación de DC y la Junta de Revisión de Preservación Histórica, y el Departamento de Obras Públicas había determinado que los planes, que habrían incluido estacionamiento subterráneo tanto para los apartamentos como para el restaurante, no causar un aumento en el estacionamiento o problemas de tráfico en la zona, la comunidad se opuso a la construcción del edificio. El vecino vecino, Duff Gilfont, describió el edificio de apartamentos propuesto como "una plaga para esta área", y que "habría causado tantas molestias a la gente". Varias asociaciones de vecinos se opusieron a la rezonificación del edificio, expresando su preocupación de que el nuevo edificio fuera utilizado como hotel. Sommer negó que hubiera planes para utilizar el edificio como hotel o edificio de oficinas.

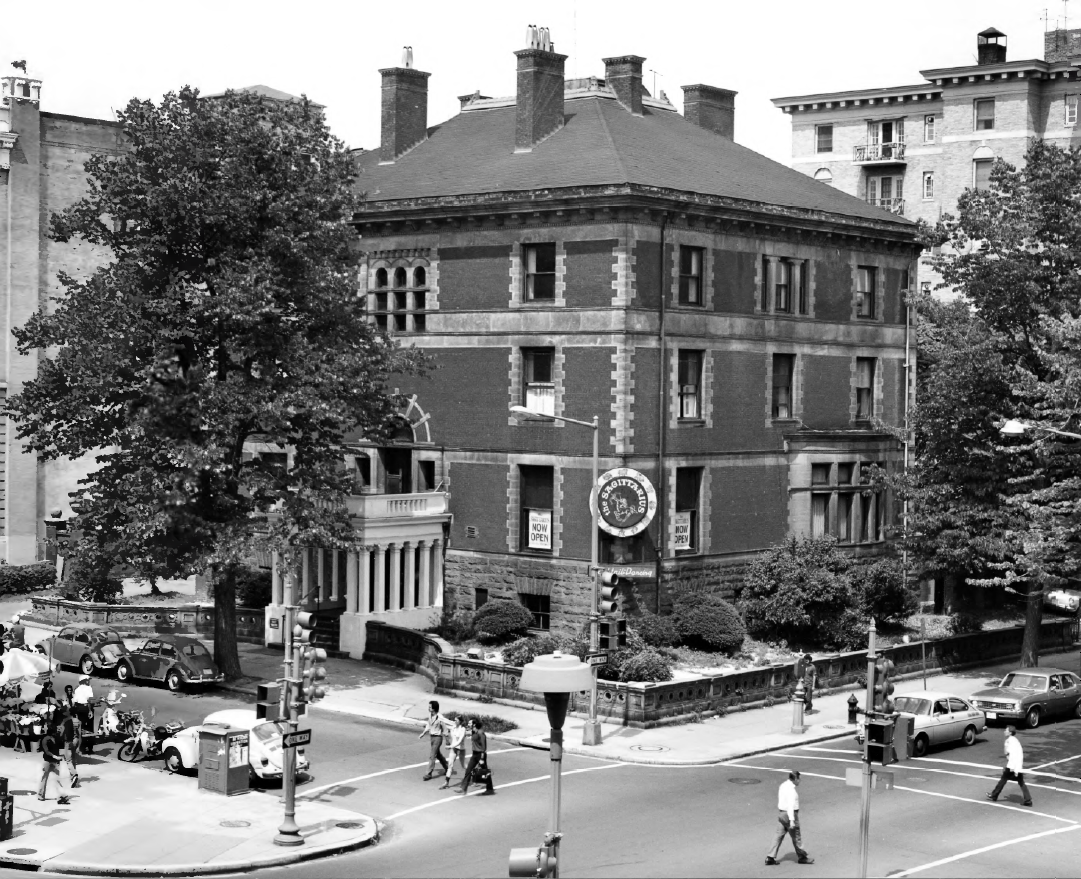
La Mansión Fraser en 1975, como el club nocturno Sagittarius

Se propusieron varios pactos. Uno requeriría que el nuevo edificio solo se utilice para fines residenciales. Un segundo habría requerido que los futuros propietarios de la mansión Fraser debieran presentar sus planes para el edificio para que los revise la Junta de Revisión de Preservación Histórica de DC. Un tercer convenio propuesto habría dividido la zonificación de la propiedad, permitiendo solo el uso residencial del edificio, pero requiriendo variaciones para cualquier cambio en el estacionamiento del restaurante o del edificio de apartamentos.
Sin embargo, a pesar de los convenios propuestos, los grupos comunitarios se comprometieron a seguir luchando contra la propuesta.

## Quiebra e intento de venta
Durante la pelea por la zonificación del edificio, Sommer afirmó que iría a la quiebra si no podía desarrollar la propiedad. Fourways se acogió al Capítulo 11 de la Ley de Quiebras en 1989, y en octubre de 1989, el restaurante Fourways había cerrado.
Tratando de pagar a los acreedores, Sommer intentó vender la mansión. El precio de venta inicial de Sommer fue de 7 millones de dólares, que luego redujo a 3 millones de dólares. Varias embajadas y cancillerías visitaron la mansión, pero ninguna compró. Según el corredor de bienes raíces Stanley Holland, Sommer "pensó que valía más de lo que valía".

## Iglesia de Cienciología
En 1994, la Iglesia de la Cienciología compró la propiedad con la intención de usar el edificio como una instalación para la iglesia. Al comprar el edificio, la Cienciología compró por primera vez hipotecas sobre el edificio en 1993 a la Corporación Federal de Seguro de Depósitos, que había asumido los préstamos después de la quiebra del Banco Nacional de Washington en 1990. Tras la compra de los préstamos, la Iglesia de la Cienciología ejecutó la ejecución hipotecaria del edificio. En la subasta de ejecución hipotecaria posterior, compró el edificio por 2.7 millones de dólares.
Después de 1 millón en renovaciones, el edificio fue dedicado como la nueva Iglesia Fundadora de la Cienciología el 21 de octubre de 1995 por el presidente del Centro de Tecnología Religiosa, David Miscavige.
La Iglesia se trasladó de la Mansión Fraser al cercano Edificio de la Embajada en 16th Street NW el 31 de octubre de 2009. En la actualidad el edificio alberga la oficina de Asuntos Nacionales de la Iglesia de la Cienciología.